# Born to Run Tours
I Born to Run Tours sono l'insieme delle tournée intraprese da Bruce Springsteen pressoché senza soluzione di continuità fra il 1974 e il 1977, mentre la sua attività discografica era bloccata dal contenzioso giudiziario in corso con Mike Appel.

## Formazione
- Bruce Springsteen – voce, chitarra e armonica a bocca

### E Street Band
- Roy Bittan – pianoforte
- Clarence Clemons – sassofono, strumenti a percussione e cori
- Danny Federici – organo elettronico, glockenspiel elettronico e fisarmonica
- Suki Lahav – violino e cori (ottobre 1974 – marzo 1975)
- Garry Tallent – basso elettrico
- Steven Van Zandt – chitarra e cori (da luglio 1975)
- Max Weinberg – batteria

### Altri musicisti

#### Miami Horns
- Rick Gazda – tromba (agosto 1976)
- Eddie Manion – sassofono baritono (agosto 1976)
- Carlo Novi – sassofono tenore (agosto 1976)
- Tony Palligrossi – tromba (agosto 1976)
- John Binkley – tromba (settembre 1976 – marzo 1977)
- Ed De Palma – sassofono (settembre 1976 – marzo 1977)
- Dennis Orlock – trombone (settembre 1976 – marzo 1977)
- Steve Paraczky – tromba (settembre 1976 – marzo 1977)

## Concerti

### New Members Tour
| Data                             | Città                | Paese            | Impianto                                 |
| America del Nord                 | America del Nord     | America del Nord | America del Nord                         |
| -------------------------------- | -------------------- | ---------------- | ---------------------------------------- |
| 19 settembre 1974                | Bryn Mawr            | Stati Uniti      | The Main Point                           |
| 20 settembre 1974                | Upper Darby Township | Stati Uniti      | Tower Theater                            |
| 21 settembre 1974                | Oneonta              | Stati Uniti      | Hunt Union Ballroom                      |
| 22 settembre 1974                | Union                | Stati Uniti      | Kean College Campus Grounds              |
| 4 ottobre 1974                   | New York             | Stati Uniti      | Avery Fisher Hall                        |
| 5 ottobre 1974                   | Reading              | Stati Uniti      | Bollman Center                           |
| 6 ottobre 1974                   | Worcester            | Stati Uniti      | Atwood Hall                              |
| 11 ottobre 1974                  | Gaithersburg         | Stati Uniti      | Shady Grove Music Fair                   |
| 12 ottobre 1974                  | Princeton            | Stati Uniti      | Alexander Hall                           |
| 18 ottobre 1974                  | Passaic              | Stati Uniti      | Capitol Theatre                          |
| 19 ottobre 1974                  | Schenectady          | Stati Uniti      | Memorial Chapel                          |
| 20 ottobre 1974                  | Carlisle             | Stati Uniti      | Dickinson College Dining Hall            |
| 25 ottobre 1974 (due spettacoli) | Hanover              | Stati Uniti      | Spaulding Auditorium                     |
| 26 ottobre 1974                  | Springfield          | Stati Uniti      | Julia Sanderson Theater                  |
| 29 ottobre 1974                  | Boston               | Stati Uniti      | Boston Music Hall                        |
| 1 novembre 1974                  | Upper Darby          | Stati Uniti      | Tower Theater                            |
| 2 novembre 1974                  | Upper Darby          | Stati Uniti      | Tower Theater                            |
| 6 novembre 1974                  | Austin               | Stati Uniti      | Armadillo World Headquarters             |
| 7 novembre 1974                  | Austin               | Stati Uniti      | Armadillo World Headquarters             |
| 8 novembre 1974                  | Corpus Christi       | Stati Uniti      | Ritz Music Hall                          |
| 9 novembre 1974                  | Houston              | Stati Uniti      | Houston Music Hall                       |
| 15 novembre 1974                 | Easton               | Stati Uniti      | Kirby Field House                        |
| 16 novembre 1974                 | Washington           | Stati Uniti      | Leonard Gym                              |
| 17 novembre 1974                 | Charlottesville      | Stati Uniti      | Memorial Gymnasium                       |
| 21 novembre 1974                 | Blackwood            | Stati Uniti      | Lincoln Hall Auditorium                  |
| 22 novembre 1974                 | West Chester         | Stati Uniti      | Hollinger Field House                    |
| 23 novembre 1974                 | Salem                | Stati Uniti      | Salem State College Auditorium           |
| 29 novembre 1974                 | Trenton              | Stati Uniti      | Trenton War Memorial                     |
| 30 novembre 1974                 | Trenton              | Stati Uniti      | Trenton War Memorial                     |
| 6 dicembre 1974                  | New Brunswick        | Stati Uniti      | State Theatre                            |
| 7 dicembre 1974                  | Geneva               | Stati Uniti      | Geneva Theater                           |
| 8 dicembre 1974                  | Burlington           | Stati Uniti      | Burlington Memorial Auditorium           |
| 5 febbraio 1975                  | Bryn Mawr            | Stati Uniti      | The Main Point                           |
| 6 febbraio 1975                  | Chester              | Stati Uniti      | Widener Field House                      |
| 7 febbraio 1975                  | Chester              | Stati Uniti      | Widener Field House                      |
| 18 febbraio 1975                 | University Heights   | Stati Uniti      | John Carroll Gymnasium                   |
| 19 febbraio 1975                 | University Park      | Stati Uniti      | Pennsylvania State University Auditorium |
| 20 febbraio 1975                 | Pittsburgh           | Stati Uniti      | Syria Mosque                             |
| 23 febbraio 1975                 | Westbury             | Stati Uniti      | Westbury Music Fair                      |
| 7 marzo 1975                     | Owings Mills         | Stati Uniti      | Painters Mill Music Fair                 |
| 8 marzo 1975                     | Washington, D.C.     | Stati Uniti      | DAR Constitution Hall                    |
| 9 marzo 1975                     | Washington, D.C.     | Stati Uniti      | DAR Constitution Hall                    |

### Born to Run Tour
| Data                             | Città            | Paese            | Impianto                         |
| America del Nord                 | America del Nord | America del Nord | America del Nord                 |
| -------------------------------- | ---------------- | ---------------- | -------------------------------- |
| 20 luglio 1975                   | Providence       | Stati Uniti      | Palace Concert Theater           |
| 22 luglio 1975                   | Geneva           | Stati Uniti      | Geneva Theater                   |
| 23 luglio 1975                   | Lenox            | Stati Uniti      | Music Inn                        |
| 25 luglio 1975                   | Kutztown         | Stati Uniti      | Keystone Hall                    |
| 26 luglio 1975                   | Kutztown         | Stati Uniti      | Keystone Hall                    |
| 28 luglio 1975                   | Washington       | Stati Uniti      | Carter Barron Amphitheatre       |
| 29 luglio 1975                   | Washington       | Stati Uniti      | Carter Barron Amphitheatre       |
| 30 luglio 1975                   | Washington       | Stati Uniti      | Carter Barron Amphitheatre       |
| 1 agosto 1975                    | Richmond         | Stati Uniti      | The Mosque                       |
| 2 agosto 1975                    | Norfolk          | Stati Uniti      | Chrysler Hall                    |
| 8 agosto 1975                    | Akron            | Stati Uniti      | Akron Civic Theatre              |
| 9 agosto 1975                    | Pittsburgh       | Stati Uniti      | Syria Mosque                     |
| 10 agosto 1975                   | Cleveland        | Stati Uniti      | Allen Theatre                    |
| 13 agosto 1975                   | New York         | Stati Uniti      | Bottom Line                      |
| 14 agosto 1975                   | New York         | Stati Uniti      | Bottom Line                      |
| 15 agosto 1975                   | New York         | Stati Uniti      | Bottom Line                      |
| 16 agosto 1975                   | New York         | Stati Uniti      | Bottom Line                      |
| 17 agosto 1975                   | New York         | Stati Uniti      | Bottom Line                      |
| 21 agosto 1975                   | Atlanta          | Stati Uniti      | Electric Ballroom                |
| 22 agosto 1975                   | Atlanta          | Stati Uniti      | Electric Ballroom                |
| 23 agosto 1975                   | Atlanta          | Stati Uniti      | Electric Ballroom                |
| 4 settembre 1975                 | Bryn Mawr        | Stati Uniti      | The Main Point                   |
| 6 settembre 1975                 | New Orleans      | Stati Uniti      | Theater for the Performing Arts  |
| 7 settembre 1975                 | New Orleans      | Stati Uniti      | Ya Ya Lounge                     |
| 12 settembre 1975                | Austin           | Stati Uniti      | Municipal Auditorium             |
| 13 settembre 1975                | Houston          | Stati Uniti      | Houston Music Hall               |
| 14 settembre 1975                | Houston          | Stati Uniti      | Houston Music Hall               |
| 16 settembre 1975                | Dallas           | Stati Uniti      | Dallas Convention Center Theatre |
| 17 settembre 1975                | Oklahoma City    | Stati Uniti      | Civic Center Music Hall          |
| 20 settembre 1975                | Grinnell         | Stati Uniti      | Darby Gymnasium                  |
| 21 settembre 1975                | Minneapolis      | Stati Uniti      | Guthrie Theater                  |
| 23 settembre 1975                | Ann Arbor        | Stati Uniti      | Hill Auditorium                  |
| 25 settembre 1975                | Chicago          | Stati Uniti      | Auditorium Theatre               |
| 26 settembre 1975                | Iowa City        | Stati Uniti      | Hancher Auditorium               |
| 27 settembre 1975                | St. Louis        | Stati Uniti      | Ambassador Theatre               |
| 28 settembre 1975                | Kansas City      | Stati Uniti      | Memorial Hall                    |
| 30 settembre 1975                | Omaha            | Stati Uniti      | Civic Auditorium Music Hall      |
| 2 ottobre 1975                   | Milwaukee        | Stati Uniti      | Uptown Theater                   |
| 4 ottobre 1975                   | Detroit          | Stati Uniti      | Michigan Palace Theater          |
| 10 ottobre 1975 (due spettacoli) | Red Bank         | Stati Uniti      | Monmouth Arts Center             |
| 16 ottobre 1975                  | West Hollywood   | Stati Uniti      | Roxy Theatre                     |
| 17 ottobre 1975                  | West Hollywood   | Stati Uniti      | Roxy Theatre                     |
| 18 ottobre 1975                  | West Hollywood   | Stati Uniti      | Roxy Theatre                     |
| 19 ottobre 1975                  | West Hollywood   | Stati Uniti      | Roxy Theatre                     |
| 23 ottobre 1975                  | New York City    | Stati Uniti      | Gerde's Folk City                |
| 25 ottobre 1975                  | Portland         | Stati Uniti      | Paramount Theatre                |
| 26 ottobre 1975                  | Seattle          | Stati Uniti      | Paramount Theatre                |
| 29 ottobre 1975                  | Sacramento       | Stati Uniti      | Memorial Auditorium              |
| 31 ottobre 1975                  | Oakland          | Stati Uniti      | Paramount Theatre                |
| 1 novembre 1975                  | Santa Barbara    | Stati Uniti      | Robertson Gymnasium              |
| 3 novembre 1975                  | Tempe            | Stati Uniti      | Gammage Memorial Auditorium      |
| 4 novembre 1975                  | Tempe            | Stati Uniti      | Gammage Memorial Auditorium      |
| 6 novembre 1975                  | Tempe            | Stati Uniti      | Gammage Memorial Auditorium      |
| 10 novembre 1975                 | Tampa            | Stati Uniti      | Jai Alai Fronton                 |
| 11 novembre 1975                 | Miami            | Stati Uniti      | Jai Alai Fronton                 |
| Europa                           |                  |                  |                                  |
| 18 novembre 1975                 | Londra           | Regno Unito      | Hammersmith Odeon                |
| 21 novembre 1975                 | Stoccolma        | Svezia           | Konserthuset                     |
| 23 novembre 1975                 | Amsterdam        | Paesi Bassi      | RAI Congrescentrum Theater       |
| 24 novembre 1975                 | Londra           | Regno Unito      | Hammersmith Odeon                |
| America del Nord                 |                  |                  |                                  |
| 2 dicembre 1975                  | Boston           | Stati Uniti      | Boston Music Hall                |
| 3 dicembre 1975                  | Boston           | Stati Uniti      | Boston Music Hall                |
| 5 dicembre 1975                  | Washington, D.C. | Stati Uniti      | McDonough Gymnasium              |
| 6 dicembre 1975                  | Washington, D.C. | Stati Uniti      | McDonough Gymnasium              |
| 7 dicembre 1975                  | Washington, D.C. | Stati Uniti      | McDonough Gymnasium              |
| 10 dicembre 1975                 | Lewisburg        | Stati Uniti      | Davis Gym                        |
| 11 dicembre 1975                 | South Orange     | Stati Uniti      | Walsh Gymnasium                  |
| 12 dicembre 1975                 | Brookville       | Stati Uniti      | C.W. Post Dome Auditorium        |
| 16 dicembre 1975                 | Oswego           | Stati Uniti      | Laker Hall                       |
| 17 dicembre 1975                 | Buffalo          | Stati Uniti      | Kleinhans Music Hall             |
| 19 dicembre 1975                 | Montréal         | Canada           | Théâtre Maisonneuve              |
| 20 dicembre 1975                 | Ottawa           | Canada           | NAC Opera House                  |
| 21 dicembre 1975                 | Toronto          | Canada           | Seneca College Field House       |
| 27 dicembre 1975                 | Upper Darby      | Stati Uniti      | Tower Theater                    |
| 28 dicembre 1975                 | Upper Darby      | Stati Uniti      | Tower Theater                    |
| 30 dicembre 1975                 | Upper Darby      | Stati Uniti      | Tower Theater                    |
| 31 dicembre 1975                 | Upper Darby      | Stati Uniti      | Tower Theater                    |

### Chicken Scratch Tour
| Data             | Città            | Paese            | Impianto                                 |
| America del Nord | America del Nord | America del Nord | America del Nord                         |
| ---------------- | ---------------- | ---------------- | ---------------------------------------- |
| 25 marzo 1976    | Columbia         | Stati Uniti      | Township Auditorium                      |
| 26 marzo 1976    | Atlanta          | Stati Uniti      | Fox Theatre                              |
| 28 marzo 1976    | Durham           | Stati Uniti      | Cameron Indoor Stadium                   |
| 29 marzo 1976    | Charlotte        | Stati Uniti      | Ovens Auditorium                         |
| 1 aprile 1976    | Athens           | Stati Uniti      | Memorial Auditorium                      |
| 2 aprile 1976    | Louisville       | Stati Uniti      | Macauley's Theatre                       |
| 4 aprile 1976    | East Lansing     | Stati Uniti      | MSU Auditorium                           |
| 5 aprile 1976    | Columbus         | Stati Uniti      | Ohio Theatre                             |
| 7 aprile 1976    | Cleveland        | Stati Uniti      | Allen Theatre                            |
| 8 aprile 1976    | Cleveland        | Stati Uniti      | Allen Theatre                            |
| 9 aprile 1976    | Hamilton         | Stati Uniti      | Cotterell Court                          |
| 10 aprile 1976   | Wallingford      | Stati Uniti      | Paul Mellon Arts Center                  |
| 12 aprile 1976   | Johnstown        | Stati Uniti      | Cambria County War Memorial Arena        |
| 13 aprile 1976   | University Park  | Stati Uniti      | Rec Hall                                 |
| 15 aprile 1976   | Pittsburgh       | Stati Uniti      | Syria Mosque                             |
| 16 aprile 1976   | Meadville        | Stati Uniti      | Shafer Auditorium                        |
| 17 aprile 1976   | Rochester        | Stati Uniti      | Strong Auditorium                        |
| 20 aprile 1976   | Johnson City     | Stati Uniti      | Freedom Hall Civic Center                |
| 21 aprile 1976   | Knoxville        | Stati Uniti      | Knoxville Civic Auditorium               |
| 22 aprile 1976   | Blacksburg       | Stati Uniti      | Burruss Auditorium                       |
| 24 aprile 1976   | Boone            | Stati Uniti      | Varsity Gymnasium                        |
| 26 aprile 1976   | Chattanooga      | Stati Uniti      | Soldiers and Sailors Memorial Auditorium |
| 28 aprile 1976   | Nashville        | Stati Uniti      | Grand Ole Opry House                     |
| 29 aprile 1976   | Memphis          | Stati Uniti      | Ellis Auditorium                         |
| 30 aprile 1976   | Birmingham       | Stati Uniti      | Boutwell Memorial Auditorium             |
| 3 maggio 1976    | Little Rock      | Stati Uniti      | Robinson Municipal Auditorium            |
| 4 maggio 1976    | Jackson          | Stati Uniti      | Mississippi Coliseum                     |
| 6 maggio 1976    | Shreveport       | Stati Uniti      | Shreveport Municipal Memorial Auditorium |
| 8 maggio 1976    | Baton Rouge      | Stati Uniti      | LSU Assembly Center                      |
| 9 maggio 1976    | Mobile           | Stati Uniti      | Mobile Municipal Theater                 |
| 10 maggio 1976   | Mobile           | Stati Uniti      | Mobile Municipal Theater                 |
| 11 maggio 1976   | Auburn           | Stati Uniti      | Memorial Coliseum                        |
| 13 maggio 1976   | New Orleans      | Stati Uniti      | Municipal Auditorium                     |
| 27 maggio 1976   | West Point       | Stati Uniti      | Eisenhower Hall Auditorium               |
| 28 maggio 1976   | Annapolis        | Stati Uniti      | Halsey Field House                       |

### U.S. Tour (noto anche come Lawsuit Tour)
| Data              | Città            | Paese            | Impianto                           |
| America del Nord  | America del Nord | America del Nord | America del Nord                   |
| ----------------- | ---------------- | ---------------- | ---------------------------------- |
| 26 settembre 1976 | Phoenix          | Stati Uniti      | Arizona Veterans Memorial Coliseum |
| 29 settembre 1976 | Santa Monica     | Stati Uniti      | Santa Monica Civic Auditorium      |
| 30 settembre 1976 | Santa Monica     | Stati Uniti      | Santa Monica Civic Auditorium      |
| 2 ottobre 1976    | Oakland          | Stati Uniti      | Paramount Theatre                  |
| 3 ottobre 1976    | Santa Clara      | Stati Uniti      | Toso Pavilion                      |
| 5 ottobre 1976    | Santa Barbara    | Stati Uniti      | Santa Barbara Bowl                 |
| 9 ottobre 1976    | Notre Dame       | Stati Uniti      | Athletic & Convocation Center      |
| 10 ottobre 1976   | Oxford           | Stati Uniti      | Millett Hall                       |
| 12 ottobre 1976   | New Brunswick    | Stati Uniti      | College Avenue Gymnasium           |
| 13 ottobre 1976   | Union            | Stati Uniti      | Wilkins Theatre                    |
| 16 ottobre 1976   | Williamsburg     | Stati Uniti      | William & Mary Hall                |
| 17 ottobre 1976   | Washington       | Stati Uniti      | McDonough Gymnasium                |
| 18 ottobre 1976   | Washington       | Stati Uniti      | McDonough Gymnasium                |
| 25 ottobre 1976   | Filadelfia       | Stati Uniti      | The Spectrum                       |
| 27 ottobre 1976   | Filadelfia       | Stati Uniti      | The Spectrum                       |
| 28 ottobre 1976   | New York         | Stati Uniti      | The Palladium                      |
| 29 ottobre 1976   | New York         | Stati Uniti      | The Palladium                      |
| 30 ottobre 1976   | New York         | Stati Uniti      | The Palladium                      |
| 2 novembre 1976   | New York         | Stati Uniti      | The Palladium                      |
| 3 novembre 1976   | New York         | Stati Uniti      | The Palladium                      |
| 4 novembre 1976   | New York         | Stati Uniti      | The Palladium                      |

### The Lawsuit Drags On Tour
| Data             | Città              | Paese            | Impianto                              |
| America del Nord | America del Nord   | America del Nord | America del Nord                      |
| ---------------- | ------------------ | ---------------- | ------------------------------------- |
| 7 febbraio 1977  | Albany             | Stati Uniti      | Palace Theatre                        |
| 8 febbraio 1977  | Rochester          | Stati Uniti      | Rochester Auditorium Theatre          |
| 9 febbraio 1977  | Buffalo            | Stati Uniti      | Kleinhans Music Hall                  |
| 10 febbraio 1977 | Utica              | Stati Uniti      | Utica Memorial Auditorium             |
| 12 febbraio 1977 | Ottawa             | Canada           | Ottawa Civic Centre                   |
| 13 febbraio 1977 | Toronto            | Canada           | Maple Leaf Gardens                    |
| 15 febbraio 1977 | Detroit            | Stati Uniti      | Masonic Temple Theatre                |
| 16 febbraio 1977 | Columbus           | Stati Uniti      | Veterans Memorial Auditorium          |
| 17 febbraio 1977 | Richfield Township | Stati Uniti      | Coliseum at Richfield                 |
| 19 febbraio 1977 | Saint Paul         | Stati Uniti      | St. Paul Civic Center Theatre         |
| 20 febbraio 1977 | Madison            | Stati Uniti      | Dane County Coliseum                  |
| 22 febbraio 1977 | Milwaukee          | Stati Uniti      | Milwaukee Auditorium                  |
| 23 febbraio 1977 | Chicago            | Stati Uniti      | Auditorium Theatre                    |
| 25 febbraio 1977 | West Lafayette     | Stati Uniti      | Elliott Hall of Music                 |
| 26 febbraio 1977 | Indianapolis       | Stati Uniti      | ICC Ballroom                          |
| 27 febbraio 1977 | Cincinnati         | Stati Uniti      | Riverfront Coliseum                   |
| 28 febbraio 1977 | St. Louis          | Stati Uniti      | Fox Theatre                           |
| 2 marzo 1977     | Atlanta            | Stati Uniti      | Atlanta Civic Center                  |
| 4 marzo 1977     | Jacksonville       | Stati Uniti      | Civic Auditorium                      |
| 5 marzo 1977     | Orlando            | Stati Uniti      | Jai Alai Fronton                      |
| 6 marzo 1977     | Miami              | Stati Uniti      | Jai Alai Fronton                      |
| 10 marzo 1977    | Toledo             | Stati Uniti      | Toledo Sports Arena                   |
| 11 marzo 1977    | Latrobe            | Stati Uniti      | Saint Vincent College Gymnasium       |
| 13 marzo 1977    | Towson             | Stati Uniti      | Towson Center                         |
| 14 marzo 1977    | Poughkeepsie       | Stati Uniti      | Mid-Hudson Civic Center               |
| 15 marzo 1977    | Binghamton         | Stati Uniti      | Broome County Veterans Memorial Arena |
| 18 marzo 1977    | New Haven          | Stati Uniti      | New Haven Veterans Memorial Coliseum  |
| 19 marzo 1977    | Lewiston           | Stati Uniti      | Central Maine Youth Center            |
| 20 marzo 1977    | Providence         | Stati Uniti      | Alumni Hall                           |
| 22 marzo 1977    | Boston             | Stati Uniti      | Boston Music Hall                     |
| 23 marzo 1977    | Boston             | Stati Uniti      | Boston Music Hall                     |
| 24 marzo 1977    | Boston             | Stati Uniti      | Boston Music Hall                     |
| 25 marzo 1977    | Boston             | Stati Uniti      | Boston Music Hall                     |